# Callichroma cosmicum
Callichroma cosmicum é uma espécie de coleóptero da tribo Callichromatini (Cerambycinae); com distribuição na América Central.